# دیفورن
دیفورن (به هلندی: Diphoorn) یک منطقهٔ مسکونی در هلند است که در کوفوردن واقع شده‌است. دیفورن ۶۲ نفر جمعیت دارد.